# Kumina
Kumina är en ö i mellersta delen av sjön Päijänne i Finland. Den ligger i kommunen Jyväskylä i den ekonomiska regionen  Jyväskylä  och landskapet Mellersta Finland, i den södra delen av landet, 200 km norr om huvudstaden Helsingfors. Öns area är 1,17 kvadratkilometer och dess största längd är 1,9 kilometer i nord-sydlig riktning.